# Llista d'esdeveniments a mitjans d'Apple Inc

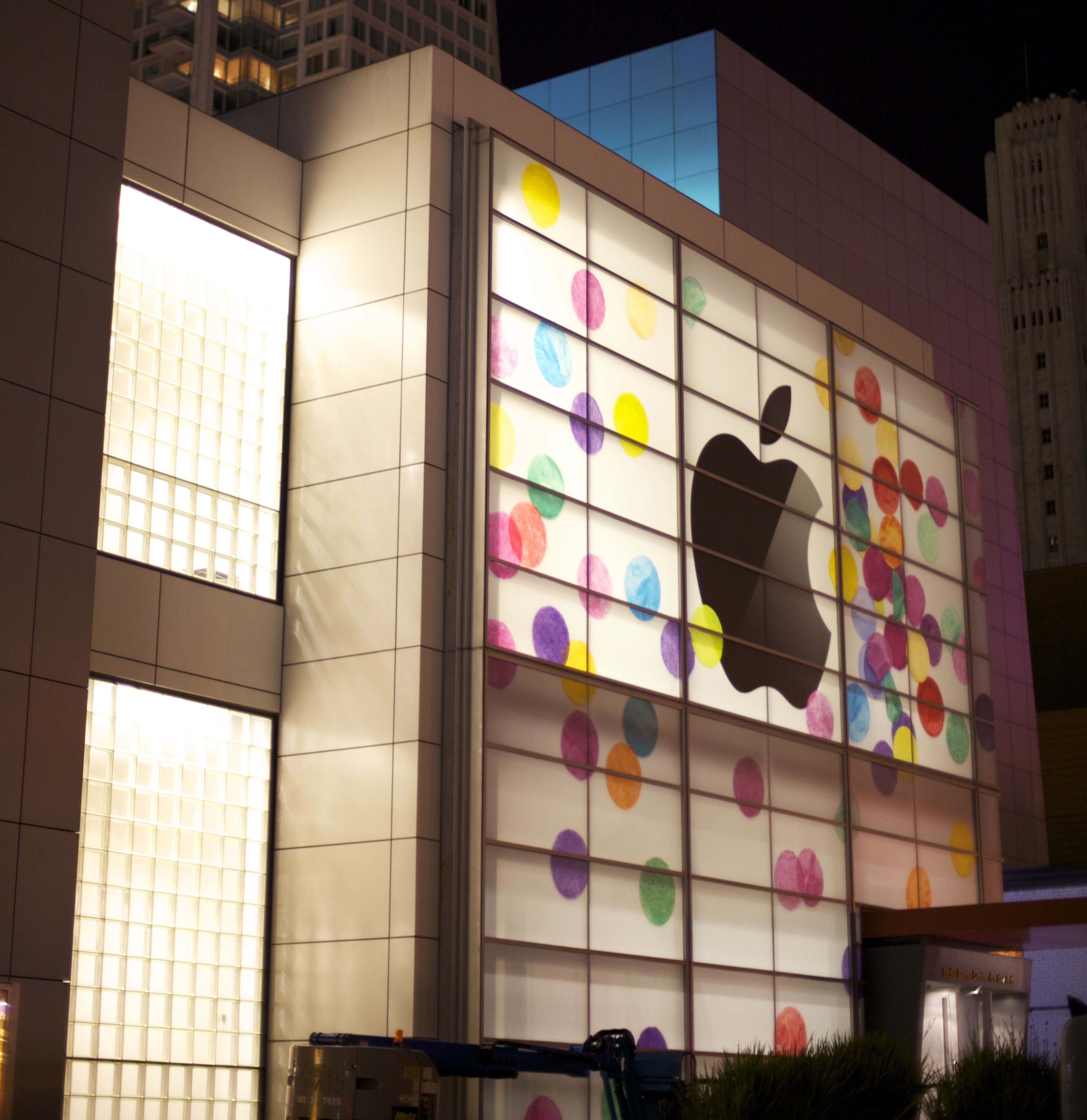
L'exterior del Yerba Buena Center for the Arts es va preparar en previsió per a la presentació de l'iPad 2 d'Apple el 2 de març de 2011

Apple Inc. ha anunciat importants productes nous i redissenyats i actualitzacions mitjançant conferències de premsa, mentre que les actualitzacions menors sovint es produeixen mitjançant comunicats de premsa a Apple Newsroom. Històricament, les rodes de premsa han tingut un important seguiment als mitjans tradicionals i en línia. Sovint, l'agenda detallada de l'esdeveniment es manté com a secret per crear novetats i només es revela durant l'esdeveniment, tot i que els eslògans de l'esdeveniment de vegades donen pistes. Aquests esdeveniments se solen retransmetre en directe al lloc web d'Apple i, en els darrers anys, al canal de YouTube. Les reproduccions de vídeo de la majoria d'esdeveniments d'Apple des del 2007 estan disponibles al podcast "Apple Events" d'Apple.
Apple ha anunciat sovint nous productes a la Conferència anual de Desenvolupadors Mundials d'Apple (WWDC), tot i que es centra principalment en el programari.
Apple ha celebrat esdeveniments als llocs següents:
- Moscone West, San Francisco
- Yerba Buena Center for the Arts, San Francisco
- Bill Graham Civic Auditorium, San Francisco
- Flint Center, Cupertino
- Centre de convencions McEnery, San José
- Steve Jobs Theatre (Apple Park), Cupertino
- Només en línia (2020-març de 2022, a causa de la pandèmia de la COVID-19)
- Tant en línia com en persona (juny de 2022 fins a l'actualitat, malgrat la pandèmia de COVID-19)

| Any  | Temes més rellevants de l'esdeveniment |
| ---- | --- |
| 1984 | El Macintosh es va mostrar |
| 1999 | Apple va llançar l'iBook, Es va mostrar Mac OS 9 |
| 2000 | motor gràfic " Quarz " de Mac OS X |
| 2001 | Es va anunciar el PowerBook G4 |
| 2002 | iMac G4, nou iBook |
| 2003 | PowerBook G4 de 17 polzades |
| 2004 | botiga de música iTunes |
| 2005 | iPod Shuffle |
| 2006 | plataforma Macintosh, Apple TV |
| 2007 | iPod Nano, El primer model d'iPhone |
| 2008 | MacBook Air, iPhone #2, App Store |
| 2009 | iPhone OS 3.0, MacBook Pro, iPhone 3GS |
| 2010 | iPad, iOS 4, iPhone 4 i iPod Touch |
| 2011 | iPad 2, Mac OS X Lion, iPod Nano i l'iPod Touch, iPhone 4s, Siri |
| 2012 | iPad, iOS 5.1 OS X Mountain Lion i iOS 6, iPhone 5, iPad Mini, l'iPad de quarta generació                                                                                       |
| 2013 | iPad Mini, l'iPad de quarta generació, iPhone 5C i l'iPhone 5S |
| 2014 | iPhone 5C i l'iPhone 5S, iOS, iOS 8, Swift, l'iPhone 6 i 6 Plus, primer smartwatch, iPad Air 2, l'iPad mini 3                                                                   |
| 2015 | iPad Air 2, l'iPad mini 3, MacBook, iOS 8.2, iPhone 6S i iPhone 6S Plus |
| 2016 | 'iPad Pro (9,7"), watchOS, tvOS i macOS, watchOS, tvOS i macOS |
| 2017 | Apple Watch Series 3, Apple TV 4K, iPhone 8 i 8 Plus i iPhone X. iOS 11, watchOS 4 i tvOS 11                                                                                    |
| 2018 | Apple Park. L'Apple Watch Series 4, l'iPhone XS i XS Max i l'iPhone XR |
| 2019 | Apple TV+, Apple Watch Series 5, iPhone 11, iPhone 11 Pro i 11 Pro Max i l'iPad de 7a generació. iOS 13 i watchOS 6                                                             |
| 2020 | HomePod mini, l'iPhone 12 mini, l'iPhone 12, l'iPhone 12 Pro i l'iPhone 12 Pro Max, MacBook Air, Mac mini, i MacBook Pro de 13                                                  |
| 2021 | xip Apple A15, l'Apple Watch Series 7 i l'iPhone 13 mini, iPhone 13, iPhone 13 Pro i iPhone 13 Pro Max. iOS 15, iPadOS 15, watchOS 8 i tvOS 15                                  |
| 2022 | iPhone 13 i l'iPhone 13 Pro, Apple Watch Ultra, els AirPods Pro de segona generació, l'iPhone 14 i l'iPhone 14 Plus amb el xip Apple A15 i l'iPhone 14. Pro i iPhone 14 Pro Max |
| 2023 | M2 Max i M2 Ultra, un Mac Pro, Apple M2 i Apple R1, iPhone 15, iPhone 15 Plus, iPhone 15 Pro i iPhone 15 Pro Max                                                                |